# Черенки (Могилёвская область)
Чере́нки (бел. Чарэ́нкі) — деревня в составе Волковичского сельсовета Чаусского района Могилёвской области Республики Беларусь.

## История
В 1865 году в составе Кутнянской волости Быховского уезда Могилевской губернии. В 1913 году действовала церковно-приходская школа.

## Население
- 2010 год — 114 человек